# Platygloeales
Platygloeales är en ordning av svampar. Enligt Catalogue of Life ingår Platygloeales i klassen Pucciniomycetes, divisionen basidiesvampar och riket svampar, men enligt Dyntaxa är tillhörigheten istället klassen Teliomycetes, divisionen Teliomycota och riket svampar.
|               | Septobasidiales                                                    |
|               |                                                                    |
|               | Pucciniales                                                        |
|               |                                                                    |
| Platygloeales | \| \| Platygloeaceae \| \| \| \| \| \| Eocronartiaceae \| \| \| \| |
|               | \| \| Platygloeaceae \| \| \| \| \| \| Eocronartiaceae \| \| \| \| |
|               | Pachnocybales                                                      |
|               |                                                                    |
|               | Helicobasidiales                                                   |
|               |                                                                    |
|               | Zymoxenogloea                                                      |
|               |                                                                    |
|               | Platygloeaceae                                                     |
|               |                                                                    |
|               | Eocronartiaceae                                                    |
|               |                                                                    |

|  | Platygloeaceae  |
|  |                 |
|  | Eocronartiaceae |
|  |                 |